# Jeanne Boujassy
Jeanne Louise Boujassy, née le 3 avril 1887 à Béziers et morte le 28 septembre 1962 à Paris, est une romancière et poète française.

## Biographie
Jeanne Boujassy est la fille de Louis Julien Boujassy (1861-1931), comptable et de Malvina Georges, institutrice. Elle épouse Gabriel Joseph Noël Arché (1889-1957), sous-préfet, à Oran le 30 septembre 1914, où elle est institutrice.
À partir de 1927, elle collabore régulièrement à la revue d'art Septimanie du Dr Paul Duplessis de Pouzilhac qui publie ses poèmes, notamment Oliviers (1927), Pastorale (1927), La cour d'amour (1927), Trois pins parasols (1927), Terre d'amour (1930). Le numéro 72 de la revue lui consacre une interview à propos de son ouvrage Oliviers qui lui a valu le prix de la revue littéraire Minerva. Elle y révèle que sous un pseudonyme, elle a écrit des romans de jeune fille.
Elle publie des articles et des nouvelles dans Le petit méridional, dont Sur la « Medjerda » en 1931.
Elle meurt le 28 septembre 1962 dans le 16e arrondissement de Paris.

## Œuvres
- Minerve, 1927
- Oliviers, 1930
- La passion du Pasteur Ceylère, 1957[4]
- Isabelle d'Este, grande dame de la Renaissance, 1960[5]
- Le laminoir ou Quelle main versa le poison ?, 1962[6]

## Distinctions
- 1959 : Prix d'Académie pour La passion du Pasteur Ceylère[7]
- Prix Minerva pour Oliviers
- Prix de l'Académie Pro Arte de Marseille pour le Minerve[2]